# Miguel Espinoza
 (juillet 2023).
Pour les articles homonymes, voir Espinoza.
Biographie
Miguel Espinoza est l'auteur d'une vaste œuvre dans son domaine, la philosophie de la nature et de la science, qui émane de ses trois cultures scientifico-philosophiques : hispanique, anglo-saxonne et française (https://unistra.academia.edu/MiguelESPINOZA). Son travail est centré essentiellement sur le problème de l'intelligibilité de la nature, sujet sur lequel il a publié des articles et des livres, principalement en français. Il est un universitaire honoraire franco-chilien né à Antofagasta, au Chili, le 16 décembre 1946. Il a réalisé ses études primaires et secondaires à Antofagasta, au Chili, d'abord au Colegio Corazón de María, puis au Colegio San Luis. En 1968, il obtient une bourse du Latin American Scholarship Program of American Universities (L.A.S.P.A.U.). Cette année-là, il reçoit le prix du meilleur étudiant latino-américain du programme « English as a Second Language » de l'université de Carbondale, dans l'Illinois. En 1970, il obtient le Bachelor of Arts in Philosophy à Williams College, dans le Massachusetts, avec mention « Cum Laude » with Honors in Philosophy. En 1970, il reçoit le prix L.A.S.P.A.U. En 1974, il a obtenu son doctorat en philosophie à l'université de Washington à St Louis, Missouri, et en 1993, à l'université de Strasbourg, il a obtenu l'Habilitation à diriger des recherches en philosophie des sciences. En 1975, Miguel Espinoza est élu par les étudiants meilleur professeur de l'Universidad del Norte du Chili, pays où il enseigne de 1975 à 1981.
Pendant la dictature militaire dirigée par Augusto Pinochet, Miguel Espinoza s'est montré opposé au régime. La philosophie au Chili a connu une période de purge universitaire des professeurs critiques, voire de persécution pure et simple, et Espinoza a dû quitter son pays natal pour s'installer avec sa famille en France. Il a travaillé temporairement dans plusieurs universités françaises avant d'être affecté définitivement à l'Université de Strasbourg. Dans les universités où il a travaillé, il a organisé un séminaire sur la science et la métaphysique auquel ont participé des scientifiques et des philosophes tels que René Thom et Jacques Merleau-Ponty.
Il est membre du comité scientifique d'une douzaine de revues de philosophie dans plusieurs pays. Entre 1998 et 2012, en France, il a été membre du Comité national des universités, section 72, philosophie et histoire des sciences, logique, épistémologie. Depuis 1990, il est expert international en philosophie des sciences auprès de la Commission nationale pour la recherche scientifique et technologique du gouvernement chilien (CONICYT).
== Philosophie de la nature ==
En 2008, il a fondé le Cercle de Philosophie de la Nature à Paris. Il s'agit d'une société interdisciplinaire et trilingue (anglais, français, espagnol) qui compte plus d'une centaine de professeurs et de chercheurs de plusieurs pays. Son objectif est de contribuer au renouveau de la philosophie de la nature. A cette fin, elle organise des conférences et des séminaires et publie la revue Scripta Philosophiæ Naturalis.
La philosophie de la nature de Miguel Espinoza est un naturalisme universel. Contrairement au naturalisme traditionnel, le naturalisme universel n'est ni physicaliste ni scientiste. Il s'agit d'une métaphysique réaliste qui précède la science, la sous-tend et la prolonge. Ainsi, l'idée que la science et la philosophie forment un continuum est essentielle à la philosophie de la nature de M. Espinoza. Dans la méditation sur la nature, la science et la philosophie sont deux aspects complémentaires et mutuellement dépendants. Parmi les principales thèses de M. Espinoza, on peut citer les suivantes : Les entités et les processus naturels sont intrinsèquement intelligibles.
La raison, le sens et la vérité existent dans les choses avant qu'elles n'existent consciemment dans notre intellect. C'est pourquoi l'intuition, la connaissance et la compréhension sont la projection de l'intelligibilité des entités et des processus naturels dans notre esprit, qui est, lui aussi, naturel. Notre intellect est un système émergent qui présente, mais non exclusivement, des propriétés et des contraintes biologiques, physiques et mathématiques. Du fait que la nature est un réseau compact de relations causales, il s'ensuit, primo, qu'expliquer et comprendre signifie gravir « l'échelle de la nécessité », secundo, que la nature est continue. D'un point de vue épistémologique, il est possible de distinguer plusieurs strates naturelles : mathématique, physique, chimique, biologique, psychique et socioculturelle. Toutes ces strates sont présentes, par exemple, dans notre propre personne, qui est cependant vécue et expérimentée comme une unité. Le caractère énigmatique de la continuité réelle et naturelle entre les couches épistémologiquement distinctes est dû au fait que nous ne disposons pas des concepts appropriés pour décrire et expliquer les relations causales entre elles. À son tour, le manque de tels concepts est finalement dû au fait que le continuum est indescriptible avec des systèmes de symboles composés, comme ils le sont tous, de symboles discrets.

## Publications (sélection)
- El evento de entender, Dirección de Investigación, Valdivia, Universidad Austral de Chile, 1978.
- (es) Análisis de la imaginación, Valdivia, Universidad austral de Chile, 1981, 181 p..
- Essai sur l'intelligibilité de la nature, Toulouse, Éditions universitaires du Sud, 1987.
- Théorie de l'intelligibilité, Toulouse, Éditions Universitaires du Sud, 1994, 216 p. (lire en ligne ).
- La science : les mathématiques, l'expérience, la logique, Paris, Ellipses, 1996 (lire en ligne ).
- Les mathématiques et le monde sensible, Paris, Ellipses, 1997, 127 p. (ISBN 2-7298-9726-7).
- Philosophie de la nature, Paris, Ellipses, 2000, 128 p. (ISBN 2-7298-0448-X).
- De la science à la philosophie. Hommage à Jean Largeault, Paris, L'Harmattan, 2001, 286 p. (ISBN 2-7475-1876-0)[1].
- avec Roberto Torretti : (es) Pensar la ciencia : estudios críticos sobre obras filosóficas : 1950-2000, Madrid, Tecnos, 2004, 394 p. (ISBN 84-309-4091-X)[2].
- Théorie du déterminisme causal, Paris, L'Harmattan, coll. « L'Ouverture philosophique », 2006, 227 p. (ISBN 2-296-01198-5)[3]
- Repenser le naturalisme, Paris, L'Harmattan, coll. « L'Ouverture philosophique », 2014, 239 p. (ISBN 978-2-343-03500-0).
- La Matière éternelle et ses harmonies éphémères, Paris, L'Harmattan, coll. « L'Ouverture philosophique », 2017, 213 p. (ISBN 978-2-343-13798-8).
- (es) Pensar la naturaleza. Epistolario filosófico, Bogotá, Uniediciones, 2020.
- A Theory of Intelligibility. A Contribution to the Revival of the Philosophy of Nature, Thombooks Press, Toronto, Ontario, 2020.
- La Hiérarchie naturelle. Matière, vie, conscience et symbole, Paris, L'Harmattan, coll. « L'Ouverture philosophique », 2022, 155 p. (ISBN 978-2-14-030999-1).
- Épistémologie contemporaine, Ellipses, Paris, 2024.